# Гонтюк Роман Володимирович
Роман Володимирович Гонтюк (нар. 2 лютого 1984, місто Надвірна, Івано-Франківська область) — український дзюдоїст, заслужений майстер спорту України, срібний призер XXVIII Олімпійських ігор в Афінах (2004), бронзовий призер XXIX Олімпійських ігор 2008 року в Пекіні.

## Біографія
Народився в місті Надвірна, Івано-Франківська область.
Навчався в КСЛІ.
Закінчив Тернопільський національний економічний університет, факультет банківського бізнесу
Виступає за спортивне товариство «Динамо».
Вагова категорія: 81 кг, 90 кг.
Перший тренер — Зварищук Оксана Михайлівна.
Тренер — Євген Боднарук.

## Спортивні досягнення
- Заслужений майстер спорту України.
- Срібний призер XXVIII Олімпійських ігор в Афінах (2004)
- Бронзовий призер Чемпіонату світу — 2005.
- Бронзовий призер на XXIX Олімпійських іграх 2008 року в Пекіні.

В боротьбі за третє місце в своїй ваговій категорії переміг представника Монголії Намзу Дамдісурена з рахунком 110:100. Медаль Романа стала першою нагородою збірної України на Олімпіаді 2008.
Був прапороносцем збірної України на церемонії закриття літніх Олімпійських ігор 2012 року в Лондоні.

## Державні нагороди
- Орден «За заслуги» III ст. (18 вересня 2004) — за досягнення значних спортивних результатів на XXVIII літніх Олімпійських іграх в Афінах, піднесення міжнародного авторитету України[1]
- Орден «За мужність» III ст. (4 вересня 2008) — за досягнення високих спортивних результатів на XXIX літніх Олімпійських іграх в Пекіні (Китайська Народна Республіка), виявлені мужність, самовідданість та волю до перемоги, піднесення міжнародного авторитету України[2]